# Italienisches Parlamentswahlrecht
Das italienische Parlamentswahlrecht umfasst das Wahlrecht für die Wahl der beiden Kammern des italienischen Parlaments, der Abgeordnetenkammer und dem Senat. Nachdem bis 1993 ein über Jahrzehnte wenig geändertes Verhältniswahlrecht galt, kam es seither mehrfach zu grundlegenden Änderungen. Von 1993 bis 2005 wurden drei Viertel der Parlamentsmitglieder nach Mehrheitswahl und das verbleibende Viertel nach Verhältniswahl gewählt. Mehrheits- und Verhältniswahl waren dabei nicht vollständig getrennt. Von 2005 bis 2013 galt ein Wahlsystem, bei dem die Sitze prinzipiell proportional verteilt wurden, der stimmenstärksten Koalition oder einzelnen Partei jedoch ein Mandatsanteil von 55 % garantiert war. Nachdem diese Regelung 2013 für verfassungswidrig erklärt wurde und dies teilweise auch bei einer 2015 verabschiedeten Nachfolgeregelung der Fall war, wurde 2017 erneut ein grundlegend neues Wahlsystem eingeführt. Demnach werden drei Achtel der Sitze nach relativer Mehrheitswahl in Einerwahlkreisen und fünf Achtel proportional verteilt, wobei für die Proporzsitze eine 3 %-Hürde gilt.

## Vorgaben der Verfassung
Beide Kammern sind in allgemeiner und unmittelbarer Wahl zu wählen.

### Wahlalter
Volljährige Staatsbürger besitzen das aktive Wahlrecht für die Abgeordnetenkammer seit 2021 auch für den Senat. Zuvor lag die Altersgrenze beim Senat bei 25 Jahren. Das Volljährigkeitsalter liegt seit 1975 bei 18 Jahren, davor lag es bei 21 Jahren. In die Abgeordnetenkammer wählbar sind mindestens 25 Jahre alte Staatsbürger, beim Senat beträgt das Mindestalter 40 Jahre.

### Größe der Parlamentskammern
Ursprünglich war vorgesehen, dass auf 80.000 Einwohner ein Mitglied der Abgeordnetenkammer und auf 200.000 Einwohner ein Senator kommt. Seit 1963 ist die Zahl der zu wählenden Mitglieder für die Abgeordnetenkammer auf 630 und für den Senat auf 315 festgeschrieben. Im Senat treten ehemalige Präsidenten und bis zu fünf vom Präsidenten ernannte Personen als Mitglieder auf Lebenszeit hinzu.
Durch die 2020 beschlossene Verfassungsänderung sinkt ab der darauf folgenden Wahl die Zahl der gewählten Mitglieder in der Abgeordnetenkammer auf 400 und im Senat auf 200.

### Wahlperiode
Die Wahlperiode beider Kammern dauert fünf Jahre, wenn sie nicht vorher aufgelöst werden. Beide Kammern wurden bisher immer gleichzeitig gewählt, obwohl dies rechtlich nicht zwingend ist. Bis 1963 sah die Verfassung für den Senat eine sechsjährige Wahlperiode vor.

### Wahlsystem
Für die Abgeordnetenkammer enthält die Verfassung keine Vorgaben zum Wahlsystem. Festgelegt ist nur, dass die Sitzzahlen der Wahlkreise (circoscrizioni) proportional zu ihren Einwohnerzahlen sein müssen. Für den Senat ist vorgeschrieben, dass die Senatoren auf Basis der Regionen zu wählen sind. Das Aostatal wählt einen Senator, Molise zwei Senatoren. Auf die übrigen Regionen werden die Sitze im Senat proportional zu ihren Einwohnerzahlen verteilt, wobei aber jede dieser Regionen mindestens sieben (bis 1963: sechs) Senatoren stellt. Nach der Verkleinerung des Senats auf 200 gewählte Mitglieder hat jede Region und jede autonome Provinz mindestens drei Sitze (autonome Provinzen sind Südtirol und Trentino).

### Auslandsitaliener
Seit 2001 ist die Wahl von zwölf Mitgliedern der Abgeordnetenkammer und sechs Senatoren durch die Auslandsitaliener in der Verfassung vorgesehen. Mit der Verkleinerung der Parlamentskammern sinkt ihre Zahl in der Abgeordnetenkammer auf acht und im Senat auf vier.

### Wahlpflicht
Nach Artikel 48 der Verfassung ist es Bürgerpflicht, wählen zu gehen. Bis 1993 wurden die Namen der Wahlberechtigten, die ohne genügende Entschuldigung der Wahl fernblieben, von den Gemeinden für einen Monat öffentlich zugänglich gemacht und die Nichtwahl für fünf Jahre im polizeilichen Führungszeugnis eingetragen. Seit 1993 hat die Nichtwahl keine Konsequenzen mehr.

## Wahlsystem 1948 bis 1993
Das Wahlsystem blieb von 1948 bis 1993 im Wesentlichen gleich. Eine umstrittene Änderung vor der Wahl 1953 (legge truffa), nach der einer Partei oder Koalition mit absoluter Stimmenmehrheit 380 der damals 590 Sitze in der Abgeordnetenkammer garantiert wurde, kam nicht zur Anwendung, weil die Democrazia Cristiana und ihre Verbündeten knapp unter 50 % blieben und diese Regelung 1954 wieder gestrichen wurde.

### Abgeordnetenkammer
In Aosta wurde ein Abgeordneter mit relativer Mehrheit gewählt, die übrigen Abgeordneten wurden in 31 Wahlkreisen (30 Wahlkreise bis zur Eingliederung von Triest 1954) höchst verschiedener Größe nach Verhältniswahl gewählt. Die beiden größten Wahlkreise (Rom-Viterbo-Latina-Frosinone und Mailand-Pavia) stellten etwa 50 Abgeordnete. Der Wähler konnte eine Liste wählen und außerdem bis zu drei Bewerbern der gewählten Liste (bis zu vier in Wahlkreisen mit mehr als 15 Sitzen) eine Präferenzstimme geben. In jedem Wahlkreis wurde der Wahlkreisquotient berechnet, indem die Zahl aller gültigen Stimmen durch die Zahl der Sitze im Wahlkreis erhöht um zwei (bis 1956: erhöht um drei) geteilt wurde. Bei 1 Million gültigen Stimmen und 18 Sitzen im Wahlkreis betrug der Wahlkreisquotient also z. B. 1.000.000/(18+2) = 50.000. Die Parteien erhielten für eine Stimmenzahl in Höhe eines vollen Wahlkreisquotienten jeweils einen Sitz. Die übrig bleibenden Reststimmen der Parteien wurden landesweit addiert, ebenso die noch nicht vergebenen Sitze in den einzelnen Wahlkreisen. Wären in einem Wahlkreis aufgrund des Wahlkreisquotienten mehr Sitze verteilt worden, als dort Sitze zu vergeben waren, wurde ein neuer Wahlkreisquotient berechnet, indem die Stimmenzahl im Wahlkreis durch die Zahl der Sitze erhöht um eins statt erhöht um zwei geteilt wurde.
An der Verteilung der verbleibenden Sitze auf nationaler Ebene nahmen nur Parteien teil, die landesweit mindestens einen Wahlkreissitz und (seit 1956) mindestens 300.000 Stimmen errungen hatten. Die noch nicht vergebenen Sitze wurden auf diese Parteien im Verhältnis ihrer Reststimmen nach dem Hare/Niemeyer-Verfahren verteilt. Jeder der Partei so auf nationaler Ebene zugeteilten Sitze wurde einer ihrer Wahlkreislisten zugewiesen; die Wahlkreislisten der Partei mit den meisten Reststimmen im Verhältnis zum jeweiligen Wahlkreisquotienten erhielten einen zusätzlichen Sitz. Die der Liste zugeteilten Sitze besetzten ihre Bewerber mit den meisten Präferenzstimmen. Bis 1956 wurden die auf nationaler Ebene verteilten Sitze über nationale Parteilisten gemäß der Listenreihenfolge besetzt. Auf der nationalen Liste durften nur Bewerber benannt werden, die in einer Wahlkreisliste enthalten waren.
Das Zuteilungsverfahren begünstigte große Parteien leicht. Bei den Wahlen von 1958 bis 1992 lag der Mandatsanteil der damals dominierenden Democrazia Cristiana immer etwa drei Prozentpunkte über ihrem Stimmenanteil. Eine große Zahl kleiner Parteien konnte Sitze erringen, ein Stimmenanteil etwas über 1 % war in der Regel ausreichend. Die größte Partei, die keinen Sitz erhielt, war die PSIUP bei der Wahl 1972 mit einem Stimmenanteil von 1,94 %.
1991 wurde die Zahl der Präferenzstimmen auf eine reduziert, weil sich in einem Referendum 95,6 % der Wähler dafür ausgesprochen hatten.

### Senat
Für die Wahl des Senats war das Land in 239 Wahlkreise eingeteilt (ursprünglich 237, Erhöhung durch Eingliederung von Triest 1954 und die Bildung der Region Molise 1964). 1948 entsprach die Zahl der Wahlkreise der Zahl der zu wählenden Senatoren. Bei den späteren Vergrößerungen des Senats wurde die Zahl der Wahlkreise aber nicht angepasst. Fast alle Wahlkreise blieben von 1948 bis 1993 unverändert, was teilweise zu sehr unterschiedlichen Wahlkreisgrößen führte. Kandidaten konnten nur auf Wahlkreisebene aufgestellt werden. Im Wahlkreis war gewählt, wer mindestens 65 % der Stimmen erhielt. Dies gelang nur wenigen Bewerbern, bei den Wahlen von 1963 bis 1992 waren es nie mehr als fünf. Die Stimmen aus den Wahlkreisen, in denen niemand 65 % erreichte, wurden in jeder Region addiert. Die noch zu verteilenden Sitze in der Region wurden dann nach dem D’Hondt-Verfahren auf die Parteien verteilt. Die der Partei zufallenden Sitze besetzten ihre Bewerber mit den höchsten Stimmenanteilen in ihren Wahlkreisen.

## Wahlsystem 1993 bis 2005
Nach dem Zusammenbruch des traditionellen Parteiensystems und einer Volksabstimmung vom April 1993, in der 82,7 % der Wähler ein Mehrheitswahlrecht befürworteten, beschloss das Parlament im Juli 1993 ein vollständig neues Wahlsystem, bei dem etwa drei Viertel der Sitze nach relativer Mehrheitswahl in Einerwahlkreisen und das übrige Viertel proportional vergeben wurde. Mehrheits- und Verhältniswahl waren dabei nicht vollständig getrennt. Die vom neuen Wahlsystem erhofften klaren Mehrheitsverhältnisse traten nicht ein. Die angestrebte Reduzierung der Zahl der Parteien wurde durch Wahlkreisabsprachen unterlaufen. Für das Wahlsystem wurde vom Politikwissenschaftler Giovanni Sartori der Name Mattarellum geprägt, benannt nach dem Gesetzeseinbringer Sergio Mattarella.

### Abgeordnetenkammer
475 Abgeordnete wurden nach relativer Mehrheitswahl in Einerwahlkreisen vergeben, die übrigen 155 Sitze über starre regionale Listen in 26 Regionalwahlkreisen. Der Wähler hatte zwei Stimmen, eine für die Mehrheits- und eine für die Verhältniswahl. Bei der Verteilung der Listensitze nahmen nur Parteien teil, auf die mindestens 4 % der Listenstimmen landesweit entfielen.
Die Proporzsitze wurden landesweit nach dem Hare/Niemeyer-Verfahren verteilt. Der Erfolg bei der Mehrheitswahl wurde dabei begrenzt angerechnet. Hatte der Kandidat einer Partei in einem Einerwahlkreis gewonnen, wurde die Stimmenzahl des Zweitplatzierten (erhöht um eins) von den Listenstimmen der Partei abgezogen, mindestens aber 25 % der Stimmen in diesem Einerwahlkreis (jedoch nicht mehr, als der Stimmenanteil des Wahlkreissiegers). War ein siegreicher Bewerber von mehreren Parteien aufgestellt worden, wurde dieser Abzug von den Listenstimmen auf diese Parteien aufgeteilt – proportional zu den Listenstimmen der Parteien im Einerwahlkreis. Die Anrechnung ihres Erfolges bei der Mehrheitswahl konnten Parteien umgehen, indem sie bei der Mehrheitswahl unter einem anderen Namen antraten. Das Bündnis von Silvio Berlusconi kandidierte deswegen bei der Wahl 2001 in den Einerwahlkreisen unter dem Namen Abolizione Scorporo.
Die der Partei landesweit zugefallenen Sitze wurden anschließend auf die Regionalwahlkreise verteilt. Für jeden Regionalwahlkreis wurde der Wahlkreisquotient ermittelt, indem die zu berücksichtigenden Stimmen durch die Zahl der Sitze im Wahlkreis geteilt wurde. Für jeden vollen Quotienten erhielt eine Partei einen Sitz. Die Restsitze wurden den Parteien mit den größten Dezimalresten zugeteilt, wobei beim einwohnerschwächsten Wahlkreis angefangen wurde und dann jeweils der nächstgrößere Wahlkreis folgte. Hatte eine Partei die ihr landesweit zustehende Sitzzahl erreicht, erhielt sie keine Restsitze mehr zugeteilt. Die einer Liste zugefallenen Sitze wurden in der Listenreihenfolge besetzt.

### Senat
Für die Senatswahl hatten die Wähler nur eine Stimme. 232 Sitze wurden nach relativer Mehrheitswahl in Einerwahlkreisen vergeben, die übrigen 83 Sitze nach Verhältniswahl proportional innerhalb der Regionen, wobei auch hier Erfolge in Einerwahlkreisen begrenzt angerechnet wurden. Für die Verteilung der Proporzsitze der Region wurde für jede Partei jeweils die Stimmen für ihre Kandidaten zusammengezählt, wobei die Stimmen ihrer in den Wahlkreisen siegreichen Bewerber nicht eingerechnet wurden, und die Sitze nach dem D’Hondt-Verfahren auf die Parteien verteilt. Die auf die Partei entfallenen Sitze besetzten ihre nicht in den Wahlkreisen gewählten Bewerber mit den größten Stimmenanteilen in ihren Wahlkreisen.

## Wahlsystem 2005 bis 2013
2005 wurde auf Betreiben der Regierung von Silvio Berlusconi ein vollständig neues Wahlsystem eingeführt. Die Sitze wurden prinzipiell proportional verteilt, wobei dem Sieger aber 55 % der Sitze garantiert waren. Die Parteien konnten Koalitionen bilden mit einem gemeinsamen Spitzenkandidaten. Abgesehen von Aosta wurden die Sitze ausschließlich über starre Parteilisten vergeben, beim Senat auf regionaler Ebene, bei der Abgeordnetenkammer auf der Ebene der Wahlkreise, die mit den 1993 gebildeten Regionalwahlkreisen identisch waren. Für das Wahlsystem wurde vom Politikwissenschaftler Giovanni Sartori der Name Porcellum geprägt. Er nahm dabei Bezug auf eine Aussage Roberto Calderolis, der als Gesetzeseinbringer das Ergebnis der Wahlrechtsreform selbst als porcata („Schweinerei“) bezeichnet hatte.

### Abgeordnetenkammer
Von den 630 Sitze gingen aufgrund einer Verfassungsänderung im Jahr 2001 zwölf an Auslandsitaliener, einer wurde weiterhin nach relativer Mehrheit im Aostatal gewählt. An der Verteilung der verbleibenden 617 Sitze nahmen teil:
- Keiner Koalition angehörende Parteien, die landesweit mindestens 4 % der Stimmen erhielten.
- Parteien, die eine sprachliche Minderheit repräsentierten, nur in einem Wahlkreis antraten und dort mindestens 20 % der Stimmen errangen. Diese Hürde konnte praktisch nur die Südtiroler Volkspartei überspringen.
- Koalitionen, wenn sie mindestens 10 % der Stimmen landesweit erhielten und mindestens eine beteiligte Partei 2 % erreichte. Scheiterte eine Koalition an der Sperrklausel, nahmen beteiligte Parteien dennoch an der Sitzverteilung teil, wenn sie die Vierprozenthürde oder die Sperrklausel für Minderheiten überwanden.

Auf diese Koalitionen und Parteien wurden die Sitze proportional verteilt. Hierfür und für die weiteren proportionalen Sitzverteilungen wurde das Hare/Niemeyer-Verfahren verwendet. Erhielt die stimmenstärkste Koalition oder außerhalb einer Koalition antretende Partei nicht mindestens 340 Sitze (ca. 55 % der 617 Sitze), wurde ihre Sitzzahl auf 340 angehoben und die verbleibenden 277 Sitze unter den übrigen Parteien proportional verteilt.
Innerhalb einer Koalition wurden die Sitze proportional verteilt unter den angehörenden Parteien mit mindestens 2 % der Stimmen landesweit. An dieser Verteilung nahm auch die größte unter den Parteien der Koalition teil, die weniger als 2 % erreicht hatten, außerdem Minderheitenparteien, die die für sie geltende Hürde überwanden. Die Sitze der einzelnen Parteien wurden dann in einem komplizierten Verfahren auf die Wahlkreise verteilt, so dass einerseits jede Partei die ihr landesweit zustehende Sitzzahl erhielt und andererseits (bis auf Ausnahmefälle) auf jeden Wahlkreis die ihm nach Bevölkerungszahl zustehende Sitzzahl entfiel. Die der Partei im Wahlkreis zustehenden Sitze wurden in der Listenreihenfolge besetzt.

### Senat
Für Trentino-Südtirol wurde das seit 1993 geltende Wahlrecht beibehalten, im Aostatal weiterhin ein Sitz nach relativer Mehrheit vergeben. Neu eingeführt wurden sechs Sitze für Auslandsitaliener. Die restlichen Sitze wurden analog zum Wahlrecht für die Abgeordnetenkammer prinzipiell proportional vergeben, wobei dem Sieger mindestens 55 % der Sitze garantiert waren. Da die Verfassung für den Senat eine Sitzverteilung auf regionaler Basis vorsieht, wurden die Sitze aber nur innerhalb der Regionen verteilt und der stimmenstärksten Koalition oder einzelnen Partei in der Region 55 % der dortigen Sitze garantiert.
In den einzelnen Regionen nahmen an der Sitzverteilung teil:
- Keiner Koalition angehörende Parteien, die in der Region mindestens 8 % der Stimmen erhielten.
- Koalitionen, wenn sie in der Region mindestens 20 % der Stimmen erhielten und mindestens eine beteiligte Partei 3 % erreichte. Scheiterte eine Koalition an der Sperrklausel, nahmen beteiligte Parteien dennoch an der Sitzverteilung teil, wenn sie die 8 %-Hürde überwanden.

Auf diese Koalitionen und Parteien wurden die Sitze proportional verteilt. Hierfür und für die weiteren proportionalen Sitzverteilungen wurde das Hare/Niemeyer-Verfahren verwendet. Erhielt die stimmenstärkste Koalition oder außerhalb einer Koalition antretende Partei nicht mindestens 55 % der Sitze in der Region, wurde ihr Sitzanteil auf 55 % angehoben. Die restlichen Sitze wurden unter den übrigen Koalitionen und Parteien proportional verteilt. War 55 % der Sitze keine ganze Zahl, wurde zur ganzen Zahl aufgerundet. In Molise, wo nur zwei Sitze zu vergeben waren, gab es keine Mehrheitsprämie.
Innerhalb einer Koalition wurden die Sitze proportional unter den angehörenden Parteien mit mindestens 3 % der Stimmen verteilt. Auf eine Partei entfallende Sitze wurden gemäß der Reihenfolge in ihrer Liste besetzt.

### Auswirkungen
Im Abgeordnetenhaus war dem landesweiten Sieger die klare Mehrheit garantiert, im Senat nicht. In den einzelnen Regionen konnten bei der Senatswahl auch andere Parteien oder Koalitionen gewinnen und damit dort begünstigt werden. Bei den Parlamentswahlen 2006 und 2008 errang die bei der Wahl zur Abgeordnetenkammer führende Koalition auch im Senat eine Mehrheit, bei den Parlamentswahlen 2013 kam es hingegen zu stark abweichenden Zusammensetzungen beider Kammern. Das Linksbündnis von Pier Luigi Bersani bekam mit einem Stimmenanteil von 29,5 % knapp die meisten Stimmen (2006 entfielen 49,8 % und 2008 46,8 % auf die siegreiche Koalition) und erhielt damit 340 der 630 Sitze (zusätzlich noch 5 der 12 Sitze der Auslandsitaliener). Im Senat entfielen auf die Koalition aber nur 39 % der gewählten Mitglieder.

### Urteil des Verfassungsgerichts
Im Dezember 2013 wurden zentrale Teile des Wahlsystems vom Verfassungsgericht für verfassungswidrig erklärt. Betroffen waren der garantierte Mandatsanteil von 55 % für den Sieger und die starren Listen, die keine Wahl einzelner Kandidaten ermöglichten. Das daraus resultierende Verhältniswahlrecht erhielt von der Presse den Namen Consultellum (nach Consulta, informelle Bezeichnung für das Verfassungsgericht), kam jedoch durch die folgenden Reformen nie zur Anwendung.

## Reform 2015
Als Reaktion auf das Verfassungsgerichtsurteil wurde das Wahlrecht 2015 erneut reformiert. Geändert wurde nur das Wahlrecht für die Abgeordnetenkammer, da eine Verfassungsreform geplant war, die den Senat weitgehend entmachtet und die direkte Wahl des Senats abgeschafft hätte. Diese Verfassungsreform wurde am 4. Dezember 2016 in einem Referendum abgelehnt. Es sollte bei der Verhältniswahl mit Mehrheitsprämie bleiben. Jedoch wurden Koalitionen im Wahlrecht abgeschafft und der stärksten Partei sollte die Mehrheit nur garantiert sein, wenn sie 40 % der Stimmen erhielt. Erhielt keine Partei 40 %, sollte es eine Stichwahl geben. Dieses Wahlsystem, für das sich der von seinem Promotor Matteo Renzi geprägte Name Italicum einbürgerte, kam nie zur Anwendung.

### Wahlkreise und Stimmen
Für das Aostatal und Trentino-Südtirol sollten Sonderregelungen gelten, der Rest des Landes wurde in 100 Wahlkreise mit drei bis neun Sitzen eingeteilt, abhängig von der Bevölkerung. Der Wähler konnte eine Wahlkreisliste wählen und zusätzlich bis zu zwei Bewerbern dieser Liste eine Präferenzstimme geben. Die Listen sollten immer abwechselnd mit Männern und Frauen besetzt werden, außerdem durften höchstens 60 % (gerundet zur nächsten ganzen Zahl) der Listenanführer innerhalb einer Region demselben Geschlecht angehören.

### Sitzverteilung
618 Sitze (die übrigen 12 sollten weiter an Auslandsitaliener gehen) sollten nach dem Hare/Niemeyer-Verfahren proportional unter den Parteien mit mindestens 3 % der Stimmen landesweit verteilt werden. Erhielt die stärkste Partei mindestens 40 %, sollte sie mindestens 340 Sitze bekommen. Wenn keine Partei 40 % erreichte, sollte zwei Wochen später eine Stichwahl zwischen den beiden stimmenstärksten Parteien stattfinden, deren Sieger 340 Sitze erhielt. Nach Erhöhung der Sitzzahl einer Partei auf 340 Sitze sollten die restlichen Sitze proportional unter den übrigen Parteien verteilt werden.
Die Sitze sollten dann ähnlich der 2005 eingeführten Regelung in einem komplizierten Verfahren auf die Wahlkreislisten verteilt werden. Von den einer Liste zufallenden Sitze sollte der erste an den Listenanführer, eventuelle weitere Sitze an ihre übrigen Bewerber mit den meisten Präferenzstimmen gehen.

### Sonderregeln für Aosta und Trentino-Südtirol
Im Aostatal sollte weiterhin ein Sitz nach relativer Mehrheit vergeben werden. In Trentino-Südtirol sollten acht Sitze nach relativer Mehrheitswahl in Einerwahlkreisen vergeben, die restlichen der Region gemäß ihrem Bevölkerungsanteil zustehenden Sitze proportional verteilt werden. Im Falle einer Stichwahl sollten deren Sieger zwei Drittel dieser Proporzsitze zufallen. Sitze, die in Aosta oder Trentino-Südtirol an Parteien fallen, die an der landesweiten 3 %-Hürde scheitern, sollten von den landesweit zu verteilenden 618 Sitzen abgezogen werden.

### Urteil des Verfassungsgerichts
Im Februar 2017 wurde die Stichwahl für verfassungswidrig erklärt. Die garantierte Mehrheit in dem Fall, dass die stärkste Partei über 40 % erreichte, wurde für verfassungskonform befunden. Seit 1958 hat keine Partei mehr einen Stimmenanteil von 40 % erreicht.

## Wahlsystem ab 2017
Nach dem Scheitern der Verfassungsreform 2016 bestanden für das Abgeordnetenhaus und Senat stark voneinander abweichende Wahlsysteme, deren Mehrheitswahlelemente wegen der Verfassungsgerichtsurteile nicht mehr anwendbar waren. Somit galt faktisch ein reines Verhältniswahlrecht mit Sperrklausel. Nachdem ein erster Versuch zu einer Wahlrechtsreform einige Monate zuvor gescheitert war, verabschiedete das Parlament im Oktober 2017 eine Wahlrechtsreform, die am 12. November 2017 in Kraft trat. Es handelt sich um ein sogenanntes Grabenwahlrecht, bei dem etwa drei Achtel der Sitze nach Mehrheitswahl und fünf Achtel proportional verteilt werden. Als Bezeichnung des Wahlsystems setzte sich der Name Rosatellum durch, benannt nach dem Gesetzeseinbringer Ettore Rosato.
Durch Gesetz vom 27. Mai 2019 wurde das Wahlrecht geändert, um auch nach der geplanten und 2020 beschlossenen Verkleinerung des Parlaments anwendbar zu sein. Es werden weiterhin in beiden Kammern drei Achtel der Sitze nach Mehrheitswahl und fünf Achtel nach Verhältniswahl vergeben. Im Übrigen bleibt das Wahlrecht nahezu unverändert.

### Abgeordnetenkammer
Abgesehen von den Sitzen für Auslandsitaliener (acht, bis zur Parlamentsverkleinerung 12) werden drei Achtel der Sitze nach Mehrheitswahl in Einerwahlkreisen und die übrigen nach landesweitem Proporz vergeben. Parteien können Koalitionen eingehen, was insbesondere bei der Mehrheitswahl ein Vorteil sein kann, da Koalitionen in Einerwahlkreisen immer einen gemeinsamen Bewerber haben. Eine Ausnahme gilt für Parteien sprachlicher Minderheiten. Sie können einen eigenen Direktkandidaten aufstellen, selbst wenn sie einer Koalition angehören.
|                   | Italien            | Italien | Aus- lands- ita- liener | Summe |
| Mehr- heits- wahl | Ver- hältnis- wahl |         | Aus- lands- ita- liener | Summe |
| ----------------- | ------------------ | ------- | ----------------------- | ----- |
| Wahl 2018         | 232                | 386     | 12                      | 630   |
| Wahlen ab 2022    | 147                | 245     | 8                       | 400   |

#### Wahlkreise und Listen

Grenzen der Regionalwahlkreise (schwarz), Mehrpersonenwahlkreise (grau) und Einerwahlkreise (weiß) 2018

Italien ist in 28 Regionalwahlkreise (circoscrizioni) eingeteilt. Die meisten Regionen bilden einen Regionalwahlkreis. In Piemont, Venetien, Latium, Kampanien und Sizilien bestehen zwei Regionalwahlkreise, in der Lombardei vier. Diese Regionalwahlkreise (außer Aostatal) sind für die Verhältniswahl wiederum in Mehrpersonenwahlkreise (collegi plurinominali) gegliedert. In kleineren Regionalwahlkreisen besteht nur ein Mehrpersonenwahlkreis, größere Regionalwahlkreise sind in mehrere Mehrpersonenwahlkreise unterteilt, auf die je nach Bevölkerungszahl vier bis acht Listensitze entfallen. Durch Dekret vom 12. Dezember 2017 wurden 63 Mehrpersonenwahlkreise gebildet. 2020 wurde im Zuge der Parlamentsverkleinerung die Zahl der Mehrpersonenwahlkreise auf 49 gesenkt. Für die Mehrheitswahl bestehen in Aosta ein und in Trentino-Südtirol vier Einerwahlkreise (collegi uninominali), das übrige Italien wird per Dekret in Einerwahlkreise eingeteilt, deren Bevölkerung um höchstens 20 % vom Durchschnitt abweichen darf. Jeder Einerwahlkreis muss vollständig innerhalb der Grenzen eines Mehrpersonenwahlkreises liegen. Bis zur Parlamentsverkleinerung 2020 waren Trentino-Südtirol sechs und Molise zwei Einerwahlkreise garantiert.
Jeder Bewerber darf nur in einem Einerwahlkreis kandidieren. Eine gleichzeitige Kandidatur in Einer- und Mehrpersonenwahlkreisen ist möglich. Ein Bewerber darf in maximal fünf Mehrpersonenwahlkreisen kandidieren. Eine Kandidatur für verschiedene Parteien ist unzulässig, abgesehen von der Kandidatur als Direktkandidat einer Koalition. Die Zahl der Kandidaten je Liste ist höchstens so hoch, wie die Zahl der im Mehrpersonenwahlkreis zu vergebenden Sitze, und beträgt mindestens die Hälfte hiervon. In keinem Fall aber darf eine Liste weniger als zwei oder mehr als vier Bewerber enthalten. Jede im Mehrpersonenwahlkreis an der Wahl teilnehmende Koalition oder Partei außerhalb einer Koalition muss für jeden Einerwahlkreis in diesem Gebiet einen Direktkandidaten aufstellen.
Höchstens 60 % der Kandidaten einer Partei oder Koalition in Einerwahlkreisen landesweit dürfen demselben Geschlecht angehören. Ebenso dürfen höchstens 60 % aller Listenkandidaten einer Partei landesweit demselben Geschlecht angehören, wobei höchstens 60 % aller Listenanführer demselben Geschlecht angehören dürfen. Ist 60 % der Kandidaten keine ganze Zahl, wird zur nächsten ganzen Zahl aufgerundet. Außerdem müssen die Listenplätze immer abwechselnd mit Männern und Frauen besetzt sein.

#### Stimmen

Muster des Stimmzettels

Auf dem Stimmzettel werden die Namen der Kandidaten im Einerwahlkreis aufgeführt, darunter stehen die Parteien, für die dieser Bewerber kandidiert. Der Wähler hat eine Stimme. Er kann seine Stimme entweder einer Partei oder einem der Kandidaten im Einerwahlkreis geben. Wird die Stimme einer Partei gegeben, zählt die Stimme auch als Stimme für ihren Kandidaten im Einerwahlkreis. Umgekehrt zählt eine Stimme für einen Kandidaten im Einerwahlkreis zugleich als Stimme für die Partei. Wurde ein Wahlkreiskandidat von einer Koalition mehrerer Parteien aufgestellt, werden die für ihn abgegebenen Stimmen auf diese Parteien verteilt proportional zu den Stimmen, die auf die Parteien im Einerwahlkreis entfallen.

#### Sitzverteilung

##### Einerwahlkreis
Im Einerwahlkreis ist der Bewerber mit den meisten Stimmen gewählt, bei Stimmengleichheit der jüngste.

##### Verhältniswahl
An der Verteilung der Sitze nehmen teil:
- Keiner Koalition angehörende Parteien, die landesweit mindestens 3 % der Stimmen erhalten.
- Parteien, die eine sprachliche Minderheit repräsentieren, nur in einer Region an der Wahl teilnehmen und dort mindestens 20 % der Stimmen oder ein Viertel der Direktmandate (bis 2019: zwei Direktmandate) erringen. Diese Hürde kann praktisch nur die Südtiroler Volkspartei überspringen.
- Koalitionen, wenn sie mindestens 10 % der Stimmen landesweit erhalten und mindestens eine beteiligte Partei 3 % erreicht oder die Sperrklausel für Parteien sprachlicher Minderheiten überwindet. Parteien, die weniger als 1 % der Stimmen erreichen, werden bei der Berechnung der Stimmenzahl der Koalition nicht berücksichtigt (es sei denn, sie haben die Sperrklausel für Minderheiten überwunden). Scheitert eine Koalition an der Sperrklausel, nehmen beteiligte Parteien dennoch an der Sitzverteilung teil, wenn sie die Dreiprozenthürde oder die Sperrklausel für Minderheiten übersprungen haben.

Auf die teilnehmenden Koalitionen und Parteien werden die Sitze gemäß ihren landesweiten Stimmenzahlen nach dem Hare/Niemeyer-Verfahren proportional verteilt. Innerhalb der Koalition werden die Sitze anschließend nach dem Hare/Niemeyer-Verfahren verteilt unter den angehörenden Parteien, die mindestens 3 % der Stimmen landesweit errungen oder die Sperrklausel für Parteien sprachlicher Minderheiten überwunden haben.

##### Zuweisung der Sitze in Mehrpersonenwahlkreisen
Nach der landesweiten Verteilung der Proporzsitze werden diese in einem komplizierten Verfahren erst auf die Regionalwahlkreise und dann auf die Mehrpersonenwahlkreise verteilt. In jedem Regionalwahlkreis werden die Sitze hierzu nach dem Hare/Niemeyer-Verfahren verteilt auf die Koalitionen und die Parteien außerhalb von Koalitionen.
Erhält demnach nicht jede Koalition oder Partei genau die Sitzzahl, die ihr landesweit zusteht, werden Sitze umverteilt. Begonnen wird bei der Koalition oder Partei mit den meisten überzähligen Sitzen (bei gleicher Anzahl bei der mit den meisten Stimmen landesweit), dann folgen die anderen in absteigender Reihenfolge ihrer überzähligen Sitze. Der Koalition oder Partei wird in den Regionalwahlkreisen jeweils ein Sitz gestrichen, wo ihnen bei der Verteilung nach dem Hare/Niemeyer-Verfahren mit den geringsten Dezimalresten Restsitze zugefallen sind, vorgegangen wird dabei in aufsteigender Reihenfolge der Dezimalreste. Der Sitz wird dann unter den Koalitionen oder Parteien, die noch Sitze zu bekommen haben, derjenigen zugeteilt, die in diesem Regionalwahlkreis den größten Dezimalrest hat, der nicht zur Zuteilung eines Sitzes führte. Kann in einem Regionalwahlkreis auf diese Weise kein Sitz mehr umverteilt werden, so wird dieser übersprungen. Ist in keinem Regionalwahlkreis mehr eine solche Umverteilung möglich, werden den Koalitionen, die noch überzählige Sitze haben, in den Regionalwahlkreisen mit ihren kleinsten Dezimalresten jeweils ein Sitz weggenommen und den Parteien, die noch Sitze zu bekommen haben, in den Wahlkreisen mit ihren größten ungenutzten Dezimalresten jeweils ein zusätzlicher Sitz zugeteilt.
Anschließend werden die der Koalition in den Regionalwahlkreisen zugefallenen Sitze auf die angehörenden Parteien nach dem Hare/Niemeyer-Verfahren verteilt. Erhält dabei nicht jede Partei die ihr landesweit zustehenden Sitze, werden entsprechend dem oben beschriebenen Verfahren Sitze innerhalb der Koalition umverteilt.
Besteht im Regionalwahlkreis mehr als ein Mehrpersonenwahlkreis, werden die Sitze auf diese verteilt. In den Mehrpersonenwahlkreisen werden die Sitze nach Hare/Niemeyer-Verfahren verteilt. Entfallen nicht auf jede Partei genauso viele Sitze, wie ihr im Regionalwahlkreis zustehen, werden Sitze umverteilt entsprechend dem oben beschriebenen Verfahren.
Die auf eine Liste entfallenen Sitze besetzen ihre Bewerber in der Listenreihenfolge. Die nach Mehrheitswahl gewählten Bewerber bleiben dabei außer Betracht. Ist ein Bewerber auf mehreren Wahlkreislisten gewählt, wird ihm auf der Liste ein Sitz zugewiesen, die in ihrem Wahlkreis den niedrigsten Stimmenanteil hat.
Ist eine Liste erschöpft, wird der Sitz einer anderen Liste der Partei im Regionalwahlkreis zugewiesen. Falls dies nicht möglich ist, fällt der Sitz an den nicht gewählten Direktkandidat der Partei mit dem höchsten Stimmenanteil innerhalb des Mehrpersonenwahlkreises oder, falls auch dies nicht möglich ist, innerhalb des Regionalwahlkreises. Kann der Sitz nicht einem anderen Bewerber innerhalb des Regionalwahlkreises übertragen werden, wird er in einem komplizierten Verfahren einem Bewerber der Partei aus einem anderen Regionalwahlkreis zugeteilt.

### Senat

Regionen und ihre Einteilung in Mehrpersonen- und Einerwahlkreise 2018

Das Wahlverfahren für den Senat ist dem für die Abgeordnetenkammer sehr ähnlich. Auch hier werden, abgesehen von den Sitzen für Auslandsitaliener (vier, bis zur Parlamentsverkleinerung sechs), drei Achtel der Sitze nach Mehrheitswahl in Einerwahlkreisen und die übrigen nach Proporz über Listen vergeben.
|                   | Italien            | Italien | Aus- lands- ita- liener | Summe |
| Mehr- heits- wahl | Ver- hältnis- wahl |         | Aus- lands- ita- liener | Summe |
| ----------------- | ------------------ | ------- | ----------------------- | ----- |
| Wahl 2018         | 116                | 193     | 6                       | 315   |
| Wahlen ab 2022    | 74                 | 122     | 4                       | 200   |

Der bedeutendste Unterschied zur Wahl der Abgeordnetenkammer ist, dass die Verteilung der Proporzsitze nur innerhalb der Regionen erfolgt, während bei der Abgeordnetenkammer eine landesweite proportionale Verteilung der Listensitze stattfindet. In Trentino-Südtirol werden nach der Parlamentsverkleinerung alle Sitze in Einerwahlkreisen vergeben. In kleineren Regionen besteht ein Mehrpersonenwahlkreis, die übrigen Regionen sind in mehrere Mehrpersonenwahlkreise mit fünf bis acht Listensitzen gegliedert. Die Zahl der Mehrpersonenwahlkreise wurde 2020 im Zuge der Parlamentsverkleinerung von 33 auf 26 verringert. Von den Einerwahlkreisen entfallen sechs auf Trentino-Südtirol, je einer auf Molise und das Aostatal, die restlichen auf die übrigen Regionen proportional zu ihren Einwohnerzahlen.
Im Übrigen ist das Wahlsystem für den Senat identisch mit dem für die Abgeordnetenkammer. Auch die Sperrklauseln gelten, wie bei der Wahl zur Abgeordnetenkammer, landesweit. Eine Partei, die landesweit 3 % erreicht, kann auch in Regionen Listensitze bekommen, wo sie unter 3 % liegt. Umgekehrt bekommt eine Partei, die die landesweite Sperrklausel verfehlt, auch dort keine Listensitze, wo sie mehr als 3 % der Stimmen erhält. Parteien in einer Koalition, die landesweit weniger als 1 % der Stimmen erreichen, zählen auch dann nicht mit bei der Berechnung der Stimmenzahl der Koalition, wenn sie in der Region mehr als 1 % erzielen. In vielen Regionen kann ein Stimmenanteil deutlich über 3 % für einen Sitz erforderlich sein.

## Auslandsitaliener
Seit der Parlamentswahl 2006 gibt es in beiden Kammern von Auslandsitalienern gewählte Mitglieder. Mit der Verkleinerung des Parlaments sinkt ihre Zahl in der Abgeordnetenkammer von zwölf auf acht und im Senat von sechs auf vier. Die Wahl erfolgt in vier Wahlkreisen. Ist ein Sitz zu vergeben, entscheidet die relative Mehrheit, ansonsten werden die Sitze nach dem Hare/Niemeyer-Verfahren proportional verteilt.
|                         | Kammer | Kammer | Senat | Senat |
| 2018                    | 2022   | 2018   | 2022  |       |
| ----------------------- | ------ | ------ | ----- | ----- |
| Europa ohne Italien     | 5      | 3      | 2     | 1     |
| Südamerika              | 4      | 2      | 2     | 1     |
| Nord- und Mittelamerika | 2      | 2      | 1     | 1     |
| Übrige Welt             | 1      | 1      | 1     | 1     |
| Summe                   | 12     | 8      | 6     | 4     |

## Weblink
- Wahlrechtliche Bestimmungen, Stand Januar 2018 (PDF; 9,2 MB)